# Corrado Giubilo
Corrado Giubilo (Roma, 21 luglio 1921 – Roma, 6 gennaio 1997) è stato un allenatore di calcio e calciatore italiano, di ruolo portiere.

## Biografia
Il fratello Alberto fu un cronista di ippica, mentre cronisti sportivi furono anche i fratelli Sergio (lavorò molto per la Radio negli anni '60-'70) e Gianfranco.

## Carriera

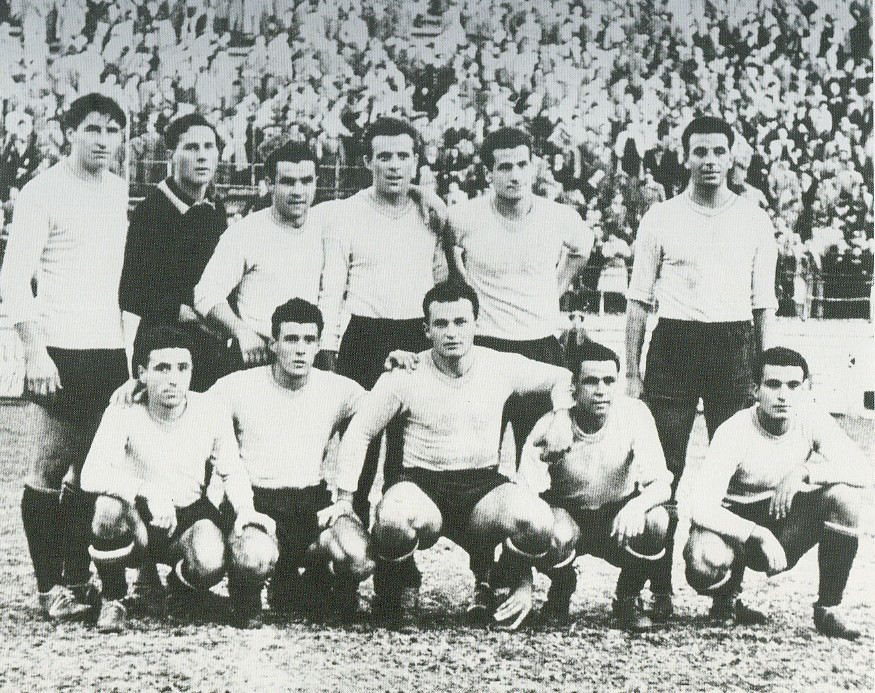
Corrado Giubilo in una formazione della Lazio 1946-1947

Crebbe nelle giovanili della Lazio. Nella stagione 1939-1940 venne promosso in prima squadra come secondo portiere di Giacomo Blason per volontà dell'allora tecnico biancoceleste Géza Kertész. Esordì in Serie A il 24 marzo 1940 nella parita Juventus-Lazio (3-1). Nella stagione 1946-1947 l'allenatore austriaco Anton Cargnelli gli diede fiducia preferendolo a Uber Gradella e totalizzò 25 presenze.
Dopo un anno al Latina, nel 1949 firmò per i biancorossi dell'Anconitana.

### Allenatore
Ha allenato per due stagioni il Cassino allora militante in Promozione.

## Palmarès

### Club

#### Competizioni nazionali
- Serie C: 1

Anconitana: 1949-1950

#### Competizioni regionali
- Promozione: 1

Latina: 1948-1949
- Campionato romano di guerra: 1

Lazio: 1943-1944